# -loo
Een loo of lo is een historische benaming in het Nederlandse taalgebied met verschillende betekenissen:
- Een bos.
- Een open plek in een bos[1]
- Bosje op hoge zandgrond[2]
- Veeweide

In het geval van de eerste definitie gaat dan wel om een specifiek soort bos, namelijk een open loofbosstructuur waarin de mens zijn bestaan vond. Het woord lo of loo is afkomstig van het Germaanse *lauhaz, wat open plek in een bos
of bosje op hoge zandgrond betekent.
Er konden akkertjes in liggen, en ook de nederzetting was niet ver weg. Tevens was het een veeweide. Het onderscheidt zich van andere historische termen voor bos, zoals holt, woud en bussch. Een loo was van al deze termen het bos dat het meest verweven was met het leven van de (pre)historische mens.
Loo komt als suffix vaker voor, maar het simplex "Loo" bestaat ook. Voorbeelden zijn paleis en kroondomein het Loo bij Apeldoorn en het dorp Het Loo bij Wezep met het daar gevestigde instituut Het Loo, zie Loo.
De naam komt ook in het Engels voor, in de vormen -ley en -leigh.

## Loo in toponiemen
Het toponiem -lo(o) komt veelvuldig voor in plaatsnamen in Nederland en België, ook in de vorm -loon (dativus meervoudsvorm van lo), en de suffixen -le of -el. Dat wil echter niet zeggen dat al deze namen afgeleid zijn van lauhaz. Het veelvoorkomende woorddeel -sele, is vaak terug te leiden tot het Germaanse sali, wat 'een uit één ruimte bestaand huis' betekent.

### Voorbeelden die afgeleid zijn vanlauhaz
Achel, Almelo, Baarle, Bentelo, Beverlo, Boekel, Borgloon, Daarle, Dwingeloo, Eeklo, Eersel, Ermelo, Espelo, Goirle, Groenlo, Grolloo, Haarle (Hellendoorn), Haarlo, Heiloo, Hengelo (Gelderland), Hengelo (Overijssel), Hoogeloon, IJzerlo, Korbeek-Lo, Langelo, Lillo, Lintelo, Lippelo, Lochristi, Loon, Lotenhulle, Markelo, Meppel, Moorsel, Schoorl (van Scoronlo), Nistelrode, Oosterlo, Otterlo, Ramsel, Ravels, Ruurlo, Taarlo, Tessenderlo, Tongerlo, Usselo, Veerle, Vriescheloo, Westerlo, Zolder (van Surle).

### Voorbeelden die mogelijk afgeleid zijn vanlauhaz
Van veel plaatsnamen is de herkomst (etymologie) niet met zekerheid vast te stellen door het ontbreken van oude vermeldingen of doordat de oude vermeldingen niet eenduidig zijn. Vaak ligt een afleiding van lauhaz het meest voor de hand.
Agelo, Anloo, Averlo, Azelo, Balloo, Barlo, Blaar (van Bla-le), Boekelo (Enschede), Boekelo (Haaksbergen), Borculo, Dinxperlo, Haarle (Tubbergen), Haarlem (van Haarloheim en of Haralem) , Heiligerlee, Hoenderloo, Kessel-Lo, Langelo, Lemele, Lemselo, Leuken Leuven (van Lo-Ven of Luoanja 'het geliefde'?), Lo (Lo-Reninge), Loon op Zand (een oude naamval van Loo?), Melderslo, Schijndel, Sibculo, Sledderlo, Stepelo, Twekkelo, Twello, Waalre (van Waderlo), Waterloo, Weerselo, Westerlee (Groningen), Westerlee (Zuid-Holland), Wintelre (van Winterlo), Woensel, Ypelo, Zaltbommel (oudste vorm Bomala), Zweeloo

### Voorbeelden die niet afgeleid zijn vanlauhaz
- Borsele (vermelding in 976: Brumsale) is afgeleid van sali dat 'uit slechts één ruimte bestaand huis' betekent.[3]
- Brammelo is ontstaan uit Braam-laar[4]
- Brussel is afgeleid van Broek-sel.
- Kassel (Frankrijk), Kessel (Limburg) en Kessel de deelgemeente van Nijlen zijn ontstaan uit het Romeinse woord castellum.
- Texel of Tessel betekent 'het westelijke eiland'[5]
- Venlo